# Тимино (Юсьвинский район)
Тимино — село в Юсьвинском районе Пермского края. Расстояние до районного центра села Юсьва — 37 километров, село расположено у реки Пой.

## История
Известно с 1765 г. как деревня. Основано выходцами из деревни Калиной, среди которых был Тимофей Иванов сын Шляпин. Село с 1885 г. Была построена церковь Святых Козьмы и Демьяна. Тимино становится селом и волостным центром Соликамского уезда Пермской губернии. Три раза в год здесь проводятся торжки: в мае, в августе и в ноябре. В годы советской власти Тимино становиться центром сельского совета включавшим в себя 63 населённых пункта. В данный момент бывший Тиминский сельский совет включает в себя 8 населённых пунктов.

## География
Село находиться в зоне южной тайги. На расстоянии 1 километра от него находится река Пой. Село разделяется на 3 части: Тимино — исторический центр; посёлок, построен в 1970-е годы во время укрупнения деревень для переселенцев; Филимоново, сросшаяся с селом деревня. В центре села находится старый церковный парк (тополя, берёзы, кедры).

## Экономика
Основные занятия населения — сельское хозяйство, работа в лесной промышленности и в сфере образования. Большая часть мужского населения находится на заработках вахтовым методом. Подсобное хозяйство — разведение коров и свиней. Выращивание картофеля дают дополнительный заработок.

## Социальная сфера
В селе есть фельдшерский пункт, почтовое отделение и библиотека.
Действуют два магазина. В 2024 году были закрыты основная общеобразовательная школа и детский сад.

## Население
| 2010 |
| ---- |
| 259  |

## Улицы[2]
- Больничная ул.
- Восточная ул.
- Дружбы ул.
- Западная ул.
- Запрудная ул.
- Заречная ул.
- Зелёный пер.
- Парковая ул.
- Центральная ул.
- Школьная ул.